# Nickelazogult
Nickelazogult, C.I. Pigment Yellow 150 (12764), är ett syntetiskt, organiskt pigment där nickel bildar komplex med en azometin- eller azoförening. Det uppvisar en djup, omättad gul färg med dragning åt antingen orange eller grönt.
I de fall nickelazogult (PY150) uppges vara azometin/nickel-komplex beskrivs färgen ha dragning åt orangebrunt, medan det som azo/nickel-komplex, då även kallat pyrimidingult, anges ha mer grönaktig ton.
Pigmentet förekommer bland annat i konstnärsfärger, både på egen hand och i blandningar med andra pigment.